# Бахрейн на літніх Олімпійських іграх 2000
Бахрейн на Літніх Олімпійських іграх 2000 року в Сіднеї (Австралія) був представлений командою з 4 спортсменів, двох чоловіків та двох жінок. Жодної медалі не завоював.